# 常陸大宮市

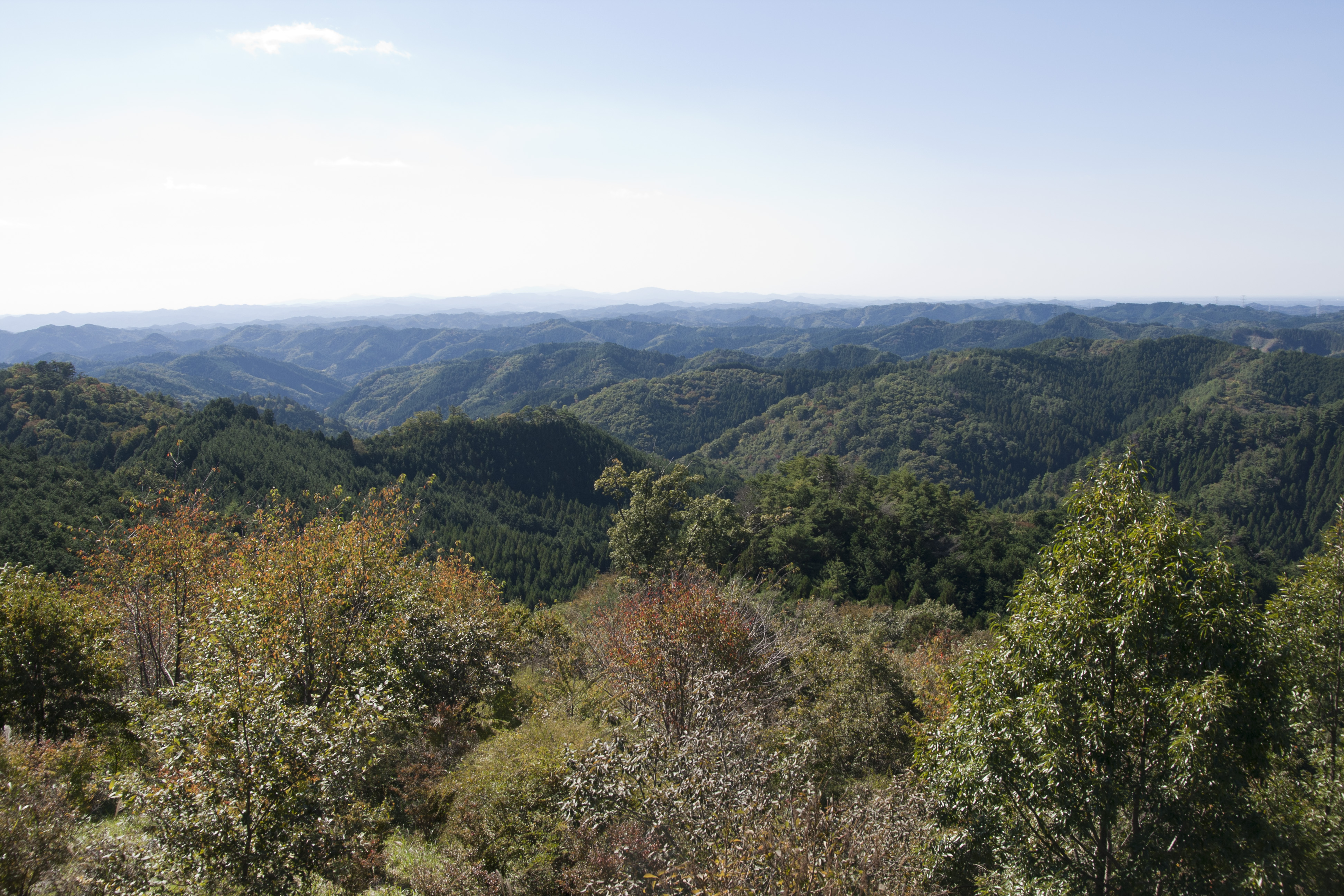
尺丈山より見た八溝山地（鷲子山塊）の山々

常陸大宮市（ひたちおおみやし）は、茨城県北西部の県北地域に位置する市。

## 概要
2004年（平成16年）10月16日に那珂郡大宮町が、那珂郡山方町、美和村、緒川村、東茨城郡御前山村を編入合併して常陸大宮町に改称し、同日市制を施行して常陸大宮市となった。改称の理由は、埼玉県にかつて存在し、現在もさいたま市大宮区としてその名を残している関東地方で認知度の高い大宮市との重複を避けるためである。なお、中心部に位置する鉄道駅は合併以前から「常陸大宮駅」を名乗っていた。
旧大宮町は常陸大宮市の旧町村の中で唯一明治時代の合併を経験せず、江戸時代の村域のまま昭和の大合併となった。「大宮」は天保14年に鎮守甲大宮に因んだ「大宮村」となったことに由来する。江戸時代には宿場が設けられ、水戸と奥州を結ぶ街道と久慈川の舟運の要衝として栄えた。
人口42,587人（男20,946人，女21,641人）、世帯数16,011 （平成27年国勢調査）、面積348.45 km²。

## 地理
茨城県の北西部、八溝山地の東麓に位置し、面積の6割が森林・原野である。市の東部を久慈川が北から南へ流れ、これに沿って国道118号・JR水郡線が整備されている。市南東部に市街地が位置し、特に国道118号の那珂大宮バイパスは市のメインストリートとして多くの商業施設が立ち並んでいる。また、南西部には那珂川が流れ、古くから川沿いに水戸城下と栃木県方面を結ぶ街道が整備され、そのルートはおおむね現在の国道123号となっている。
- 河川：那珂川、久慈川

### 地域
- 大宮地域：市の南東部。旧大宮町。市役所や常陸大宮駅があり、市の商業施設の中心地である。
- 山方地域：市の北東部。旧山方町。山方支所が置かれている。JR水郡線や国道118号、久慈川が通る。
- 美和地域：市の北西部。旧美和村。美和支所が置かれている。道の駅北斗星はこの地域に位置する。
- 緒川地域：市の西部。旧緒川村。緒川支所が置かれている。国道293号が通る。
- 御前山地域：市の南西部。旧御前山村。御前山支所が置かれている。国道123号が通る。

### 気候
| 常陸大宮（1991年 - 2020年）の気候  | 常陸大宮（1991年 - 2020年）の気候 | 常陸大宮（1991年 - 2020年）の気候 | 常陸大宮（1991年 - 2020年）の気候 | 常陸大宮（1991年 - 2020年）の気候 | 常陸大宮（1991年 - 2020年）の気候 | 常陸大宮（1991年 - 2020年）の気候 | 常陸大宮（1991年 - 2020年）の気候 | 常陸大宮（1991年 - 2020年）の気候 | 常陸大宮（1991年 - 2020年）の気候 | 常陸大宮（1991年 - 2020年）の気候 | 常陸大宮（1991年 - 2020年）の気候 | 常陸大宮（1991年 - 2020年）の気候 | 常陸大宮（1991年 - 2020年）の気候 |
| 月                                 | 1月                               | 2月                               | 3月                               | 4月                               | 5月                               | 6月                               | 7月                               | 8月                               | 9月                               | 10月                              | 11月                              | 12月                              | 年                                |
| ---------------------------------- | --------------------------------- | --------------------------------- | --------------------------------- | --------------------------------- | --------------------------------- | --------------------------------- | --------------------------------- | --------------------------------- | --------------------------------- | --------------------------------- | --------------------------------- | --------------------------------- | --------------------------------- |
| 最高気温記録 °C （°F）             | 18.1 (64.6)                       | 23.0 (73.4)                       | 25.5 (77.9)                       | 30.1 (86.2)                       | 33.3 (91.9)                       | 36.9 (98.4)                       | 37.3 (99.1)                       | 37.0 (98.6)                       | 36.3 (97.3)                       | 33.0 (91.4)                       | 25.1 (77.2)                       | 24.7 (76.5)                       | 37.3 (99.1)                       |
| 平均最高気温 °C （°F）             | 8.8 (47.8)                        | 9.6 (49.3)                        | 12.9 (55.2)                       | 18.1 (64.6)                       | 22.5 (72.5)                       | 25.1 (77.2)                       | 28.8 (83.8)                       | 30.3 (86.5)                       | 26.7 (80.1)                       | 21.3 (70.3)                       | 16.1 (61)                         | 11.1 (52)                         | 19.3 (66.7)                       |
| 日平均気温 °C （°F）               | 1.6 (34.9)                        | 2.6 (36.7)                        | 6.0 (42.8)                        | 11.2 (52.2)                       | 16.1 (61)                         | 19.7 (67.5)                       | 23.5 (74.3)                       | 24.7 (76.5)                       | 21.1 (70)                         | 15.3 (59.5)                       | 9.3 (48.7)                        | 3.9 (39)                          | 12.9 (55.2)                       |
| 平均最低気温 °C （°F）             | −4.2 (24.4)                       | −3.5 (25.7)                       | −0.2 (31.6)                       | 4.8 (40.6)                        | 10.3 (50.5)                       | 15.4 (59.7)                       | 19.7 (67.5)                       | 20.7 (69.3)                       | 17.0 (62.6)                       | 10.5 (50.9)                       | 3.7 (38.7)                        | −1.8 (28.8)                       | 7.7 (45.9)                        |
| 最低気温記録 °C （°F）             | −11.8 (10.8)                      | −12.3 (9.9)                       | −9.0 (15.8)                       | −5.0 (23)                         | −0.4 (31.3)                       | 6.1 (43)                          | 10.7 (51.3)                       | 11.1 (52)                         | 5.8 (42.4)                        | −1.0 (30.2)                       | −4.7 (23.5)                       | −9.2 (15.4)                       | −12.3 (9.9)                       |
| 降水量 mm （inch）                 | 40.3 (1.587)                      | 44.4 (1.748)                      | 89.0 (3.504)                      | 112.6 (4.433)                     | 136.4 (5.37)                      | 147.9 (5.823)                     | 184.2 (7.252)                     | 149.5 (5.886)                     | 187.0 (7.362)                     | 159.9 (6.295)                     | 72.6 (2.858)                      | 42.1 (1.657)                      | 1,363.7 (53.689)                  |
| 平均降水日数 （≥1.0 mm）           | 4.5                               | 5.3                               | 8.9                               | 10.1                              | 11.4                              | 12.7                              | 13.3                              | 10.4                              | 11.7                              | 10.6                              | 7.0                               | 5.0                               | 111.1                             |
| 平均月間日照時間                   | 203.8                             | 189.5                             | 196.1                             | 192.5                             | 188.9                             | 134.9                             | 145.4                             | 170.9                             | 136.6                             | 149.4                             | 165.7                             | 191.6                             | 2,063                             |
| 出典1：Japan Meteorological Agency |                                   |                                   |                                   |                                   |                                   |                                   |                                   |                                   |                                   |                                   |                                   |                                   |                                   |
| 出典2：気象庁                      |                                   |                                   |                                   |                                   |                                   |                                   |                                   |                                   |                                   |                                   |                                   |                                   |                                   |

### 隣接している自治体
- 茨城県
  - 常陸太田市
  - 那珂市
  - 久慈郡：大子町
  - 東茨城郡：城里町
- 栃木県
  - 那須烏山市
  - 芳賀郡：茂木町
  - 那須郡：那珂川町

## 歴史

### 沿革
2004年の合併以前に山方町、美和村、緒川村、御前山村であった地域については各町村の項を参照。

#### 市制以前（旧・大宮町）
平安後期以降500年、佐竹氏の支配下に入り、後に水戸徳川家で知られる水戸藩領に入る。中心の大宮は南郷街道（南郷は現在の福島県塙町、道筋は水郡線にほぼ沿う）の宿場町として、また久慈川の水運を利用した交易の拠点としても栄えた。古くから文化も発達し、佐竹支配下の16世紀には水墨画家・雪村がこの地で生まれている。ちなみに雪村の使った筆を洗ったとされる筆洗いの池が下村田にある。
- 1889年（明治22年）4月1日 - 町村制施行で那珂郡大宮村が町制施行し初代・大宮町が誕生[6]。
- 1918年（大正7年）10月23日 - 水郡線（当時水戸鉄道）瓜連 - 常陸大宮間開通。
  - 同線はその後延伸を繰り返し1934年（昭和9年）12月4日に全線開通。
- 1953年（昭和28年）5月18日 - 国道118号制定。
- 1955年（昭和30年）3月31日 - 那珂郡大宮町・上野村・玉川村・大賀村・大場村・静村の一部（上村田・下村田・石沢）、久慈郡世喜村の一部（富岡・塩原・辰ノ口・小倉）の区域が合併し、新たな大宮町が発足。
- 同年 7月1日 - 塩田村の一部（西塩子・北塩子・照田の一部）を編入。
- 1958年（昭和33年） - 山方町の一部（旧塩田村の照田の一部）を編入。
- 1963年（昭和38年）4月1日 - 国道123号制定。
- 1970年（昭和45年）4月1日 - 国道293号制定。
- 2000年（平成12年）2月 - 新たな住居表示字名として、大字宮の郷（旧・大字富岡の一部）を設定する[7]。

#### 市制以後
- 2004年（平成16年）10月16日 - 那珂郡大宮町が同郡山方町、美和村、緒川村、東茨城郡御前山村を編入し常陸大宮町に改称[1]。即日市制施行し常陸大宮市となる[2]。

市制施行の時点で埼玉県大宮市は既に廃されさいたま市となっていたため守山市や八幡市の前例に倣い「大宮市」を称することも可能であったが、大宮区として区名で残っており、安芸高田市と同様に武蔵大宮の方が知名度が高いとの判断により、旧国名の「常陸」を冠し「常陸大宮」とした。
- 2006年（平成18年）
  - 7月2日 - 常陸大宮市議会の解散の是非を問う住民投票が行われ、賛成多数で議会が解散。
  - 7月3日 - 常陸大宮済生会病院が開業。
  - 8月6日 - 市議選が行われ、新議員26人が選出された。
- 2011年（平成23年）
  - 3月11日 - 東北地方太平洋沖地震（東日本大震災）により、市内では震度6強の揺れを観測。常陸大宮市消防本部では望楼が一部倒壊し、以後2年間プレハブの仮庁舎で業務を行う。
- 2013年（平成25年）
  - 3月27日 - 常陸大宮市消防本部および常陸大宮市東消防署の新庁舎が完成。
- 2015年（平成27年）4月1日 - 旧緒川中学校・美和中学校を統合し、「常陸大宮市立明峰中学校」が開校。
- 2019年（平成31年）4月1日 -「常陸大宮市立明峰中学校」に旧御前山中学校を統合。

### 行政区域変遷
- 変遷の年表

| 常陸大宮市市域の変遷（年表） | 常陸大宮市市域の変遷（年表） | 常陸大宮市市域の変遷（年表） |
| 年                           | 月日                         | 現常陸大宮市市域に関連する行政区域変遷 |
| ---------------------------- | ---------------------------- | --- |
| 1889年（明治22年）           | 4月1日                       | 町村制施行に伴い、以下の町村がそれぞれ発足。 - 旧大宮町・旧山方町 - 那珂郡 - 大場村 ← 小場村、小野村、三美村 - 上野村 ← 根本村、上岩瀬村、下岩瀬村、泉村、宇留野村 - 大賀村 ← 上大賀村、岩崎村、小祝村、鷹巣村 - 玉川村 ← 東野村、八田村、若林村 - 静村 ← 上村田村、下村田村、石沢村、静村、下大賀村 - 塩田村 ← 照田村、北塩子村、西塩子村、長田村、長沢村 - 山方村 ← 山方村、野上村、舟生村 - 久慈郡 - 世喜村 ← 辰ノ口村、富岡村、小倉村、塩原村、小貫村、照山村 - 下小川村 ← 西金村、盛金村、久隆村、家和楽村 - 諸富野村 ← 諸沢村，北富田村、西野内村 - 旧美和村 - 那珂郡 - 檜沢村 ← 上檜沢村、下檜沢村、氷之沢村 - 嶐郷村 ← 小田野村、鷲子村、高部村 - 旧緒川村 - 那珂郡 - 小瀬村 ← 上小瀬村、下小瀬村、小玉村、那賀村、国長村 - 八里村 ← 小舟村、小瀬沢村、大岩村、油河内村，松之草村、吉丸村、入本郷村、千田村 - 旧御前山村 - 東茨城郡 - 伊勢畑村 ← 上伊勢畑村、下伊勢畑村、檜山村 - 那珂郡 - 野口村 ← 野口村、野口平村、門井村 - 長倉村 ← 長倉村、野田村、金井村、秋田村、中居村 |
| 1947年（昭和22年）           | 9月1日                       | 山方村は町制施行し山方町となる。 |
| 1955年（昭和30年）           | 2月11日                      | - 山方町は諸富野村の一部（諸沢、西野内、北富田の一部）を編入。 - 野口村、伊勢畑村が合併し、東茨城郡御前山村が発足、 |
| 1955年（昭和30年）           | 3月31日                      | - 大宮町、玉川村、大賀村，大場村，上野村と静村の一部（上村田、下村田、石沢）、世喜村の一部（辰ノ口、富岡、小倉、塩原） が合併し、大宮町が発足。 - 山方町は下小川村の一部（久隆、家和楽と盛金の一部）、世喜村の残部（小貫、照山）を編入。 |
| 1955年（昭和30年）           | 7月1日                       | - 大宮町は塩田村の一部（照田の一部、北塩子、西塩子）を編入。 - 山方町は塩田村の残部（照田の残部、長田、長沢）を編入。 |
| 1956年（昭和31年）           | 9月29日                      | - 小瀬村、八里村が合併し緒川村が発足。 - 檜沢村、嶐郷村が合併し檜沢嶐郷村が発足。檜沢嶐郷村は即日改称して美和村となる。 - 御前山村，長倉村が合併し、東茨城郡御前山村が発足。 |
| 1958年（昭和33年）           |                              | 大宮町は山方町の一部（照田の一部）を編入。 |
| 2004年（平成16年）           | 10月16日                     | 大宮町は山方町、美和村、緒川村、御前山村を編入。同日、改称・市制施行して常陸大宮市となる。 |

- 変遷表

| 那珂郡              |                | 大宮村                      | 大宮町          | 大宮町         | 昭和30年3月31日 大宮町                     | 平成16年10月16日 常陸大宮市 に市制改称 | 常陸大宮市 |
| 那珂郡              |                | 八田村                      | 玉川村          | 玉川村         | 昭和30年3月31日 大宮町                     | 平成16年10月16日 常陸大宮市 に市制改称 | 常陸大宮市 |
| 那珂郡              | 東野村         |                             | 玉川村          | 玉川村         | 昭和30年3月31日 大宮町                     | 平成16年10月16日 常陸大宮市 に市制改称 | 常陸大宮市 |
| 那珂郡              | 若林村         |                             | 玉川村          | 玉川村         | 昭和30年3月31日 大宮町                     | 平成16年10月16日 常陸大宮市 に市制改称 | 常陸大宮市 |
| 那珂郡              |                | 上大賀村                    | 大賀村          | 大賀村         | 昭和30年3月31日 大宮町                     | 平成16年10月16日 常陸大宮市 に市制改称 | 常陸大宮市 |
| 那珂郡              | 岩崎村         |                             | 大賀村          | 大賀村         | 昭和30年3月31日 大宮町                     | 平成16年10月16日 常陸大宮市 に市制改称 | 常陸大宮市 |
| 那珂郡              | 小祝村         |                             | 大賀村          | 大賀村         | 昭和30年3月31日 大宮町                     | 平成16年10月16日 常陸大宮市 に市制改称 | 常陸大宮市 |
| 那珂郡              | 鷹巣村         |                             | 大賀村          | 大賀村         | 昭和30年3月31日 大宮町                     | 平成16年10月16日 常陸大宮市 に市制改称 | 常陸大宮市 |
| 那珂郡              |                | 上岩瀬村                    | 上野村          | 上野村         | 昭和30年3月31日 大宮町                     | 平成16年10月16日 常陸大宮市 に市制改称 | 常陸大宮市 |
| 那珂郡              | 下岩瀬村       |                             | 上野村          | 上野村         | 昭和30年3月31日 大宮町                     | 平成16年10月16日 常陸大宮市 に市制改称 | 常陸大宮市 |
| 那珂郡              | 根本村         |                             | 上野村          | 上野村         | 昭和30年3月31日 大宮町                     | 平成16年10月16日 常陸大宮市 に市制改称 | 常陸大宮市 |
| 那珂郡              | 泉村           |                             | 上野村          | 上野村         | 昭和30年3月31日 大宮町                     | 平成16年10月16日 常陸大宮市 に市制改称 | 常陸大宮市 |
| 那珂郡              | 宇留野村       |                             | 上野村          | 上野村         | 昭和30年3月31日 大宮町                     | 平成16年10月16日 常陸大宮市 に市制改称 | 常陸大宮市 |
| 那珂郡              |                | 小場村                      | 大場村          | 大場村         | 昭和30年3月31日 大宮町                     | 平成16年10月16日 常陸大宮市 に市制改称 | 常陸大宮市 |
| 那珂郡              | 小野村         |                             | 大場村          | 大場村         | 昭和30年3月31日 大宮町                     | 平成16年10月16日 常陸大宮市 に市制改称 | 常陸大宮市 |
| 那珂郡              | 三美村         |                             | 大場村          | 大場村         | 昭和30年3月31日 大宮町                     | 平成16年10月16日 常陸大宮市 に市制改称 | 常陸大宮市 |
| 那珂郡              |                | 上村田村                    | 静村 の一部     | 静村の一部     | 昭和30年3月31日 大宮町                     | 平成16年10月16日 常陸大宮市 に市制改称 | 常陸大宮市 |
| 那珂郡              | 下村田村       |                             | 静村 の一部     | 静村の一部     | 昭和30年3月31日 大宮町                     | 平成16年10月16日 常陸大宮市 に市制改称 | 常陸大宮市 |
| 那珂郡              | 石沢村         |                             | 静村 の一部     | 静村の一部     | 昭和30年3月31日 大宮町                     | 平成16年10月16日 常陸大宮市 に市制改称 | 常陸大宮市 |
| 久慈郡              |                | 富岡村                      | 世喜村          | 世喜村         | 昭和30年3月31日 大宮町                     | 平成16年10月16日 常陸大宮市 に市制改称 | 常陸大宮市 |
| 久慈郡              | 塩原村         |                             | 世喜村          | 世喜村         | 昭和30年3月31日 大宮町                     | 平成16年10月16日 常陸大宮市 に市制改称 | 常陸大宮市 |
| 久慈郡              | 辰ノ口村       |                             | 世喜村          | 世喜村         | 昭和30年3月31日 大宮町                     | 平成16年10月16日 常陸大宮市 に市制改称 | 常陸大宮市 |
| 久慈郡              | 小倉村         |                             | 世喜村          | 世喜村         | 昭和30年3月31日 大宮町                     | 平成16年10月16日 常陸大宮市 に市制改称 | 常陸大宮市 |
| 久慈郡              |                | 照山村                      | 世喜村          | 世喜村         | 昭和30年3月31日 山方町に編入               | 平成16年10月16日 大宮町に編入          | 常陸大宮市 |
| 久慈郡              | 小貫村         |                             | 世喜村          | 世喜村         | 昭和30年3月31日 山方町に編入               | 平成16年10月16日 大宮町に編入          | 常陸大宮市 |
| 久慈郡              |                | 諸沢村                      | 諸富野村 の一部 | 諸富野村の一部 | 昭和30年2月11日 山方町に編入               | 平成16年10月16日 大宮町に編入          | 常陸大宮市 |
| 久慈郡              | 西野内村       |                             | 諸富野村 の一部 | 諸富野村の一部 | 昭和30年2月11日 山方町に編入               | 平成16年10月16日 大宮町に編入          | 常陸大宮市 |
| 久慈郡              | 北富田村の一部 |                             | 諸富野村 の一部 | 諸富野村の一部 | 昭和30年2月11日 山方町に編入               | 平成16年10月16日 大宮町に編入          | 常陸大宮市 |
| 久慈郡              |                | 久隆村                      | 下小川村 の一部 | 下小川村の一部 | 昭和30年3月31日 山方町に編入               | 平成16年10月16日 大宮町に編入          | 常陸大宮市 |
| 久慈郡              | 家和楽村       |                             | 下小川村 の一部 | 下小川村の一部 | 昭和30年3月31日 山方町に編入               | 平成16年10月16日 大宮町に編入          | 常陸大宮市 |
| 久慈郡              | 盛金村の一部   |                             | 下小川村 の一部 | 下小川村の一部 | 昭和30年3月31日 山方町に編入               | 平成16年10月16日 大宮町に編入          | 常陸大宮市 |
| 那珂郡              |                | 山方村                      | 山方村          | 山方村         | 昭和22年9月1日 町制                        | 平成16年10月16日 大宮町に編入          | 常陸大宮市 |
| 那珂郡              | 野上村         |                             | 山方村          | 山方村         | 昭和22年9月1日 町制                        | 平成16年10月16日 大宮町に編入          | 常陸大宮市 |
| 那珂郡              | 舟生村         |                             | 山方村          | 山方村         | 昭和22年9月1日 町制                        | 平成16年10月16日 大宮町に編入          | 常陸大宮市 |
| 那珂郡              |                | 長沢村                      | 塩田村          | 塩田村'        | 昭和30年7月1日 山方町に編入                | 平成16年10月16日 大宮町に編入          | 常陸大宮市 |
| 那珂郡              | 長田村         |                             | 塩田村          | 塩田村'        | 昭和30年7月1日 山方町に編入                | 平成16年10月16日 大宮町に編入          | 常陸大宮市 |
| 那珂郡              | 照田村         |                             | 塩田村          | 塩田村'        | 昭和30年7月1日 山方町に編入                | 平成16年10月16日 大宮町に編入          | 常陸大宮市 |
| 那珂郡              |                | 昭和30年7月1日 大宮町に編入 | 塩田村          | 塩田村'        | 平成16年10月16日 常陸大宮市 に市制改称     |                                        | 常陸大宮市 |
| 那珂郡              | 西塩子村       | 昭和30年7月1日 大宮町に編入 | 塩田村          | 塩田村'        | 平成16年10月16日 常陸大宮市 に市制改称     |                                        | 常陸大宮市 |
| 那珂郡              | 北塩子村       | 昭和30年7月1日 大宮町に編入 | 塩田村          | 塩田村'        | 平成16年10月16日 常陸大宮市 に市制改称     |                                        | 常陸大宮市 |
| 那珂郡              |                | 小田野村                    | 嶐郷村          | 嶐郷村         | 昭和31年9月29日 檜沢嶐郷村 即日改称 美和村 | 平成16年10月16日 大宮町に編入          | 常陸大宮市 |
| 那珂郡              | 鷲子村         |                             | 嶐郷村          | 嶐郷村         | 昭和31年9月29日 檜沢嶐郷村 即日改称 美和村 | 平成16年10月16日 大宮町に編入          | 常陸大宮市 |
| 那珂郡              | 高部村         |                             | 嶐郷村          | 嶐郷村         | 昭和31年9月29日 檜沢嶐郷村 即日改称 美和村 | 平成16年10月16日 大宮町に編入          | 常陸大宮市 |
| 那珂郡              |                | 上檜沢村                    | 檜山村          | 檜山村         | 昭和31年9月29日 檜沢嶐郷村 即日改称 美和村 | 平成16年10月16日 大宮町に編入          | 常陸大宮市 |
| 那珂郡              | 下檜沢村       |                             | 檜山村          | 檜山村         | 昭和31年9月29日 檜沢嶐郷村 即日改称 美和村 | 平成16年10月16日 大宮町に編入          | 常陸大宮市 |
| 那珂郡              | 氷之沢村       |                             | 檜山村          | 檜山村         | 昭和31年9月29日 檜沢嶐郷村 即日改称 美和村 | 平成16年10月16日 大宮町に編入          | 常陸大宮市 |
| 那珂郡              |                | 上小瀬村                    | 小瀬村          | 小瀬村         | 昭和31年9月29日 緒川村                     | 平成16年10月16日 大宮町に編入          | 常陸大宮市 |
| 那珂郡              | 下小瀬村       |                             | 小瀬村          | 小瀬村         | 昭和31年9月29日 緒川村                     | 平成16年10月16日 大宮町に編入          | 常陸大宮市 |
| 那珂郡              | 小玉村         |                             | 小瀬村          | 小瀬村         | 昭和31年9月29日 緒川村                     | 平成16年10月16日 大宮町に編入          | 常陸大宮市 |
| 那珂郡              | 那賀村         |                             | 小瀬村          | 小瀬村         | 昭和31年9月29日 緒川村                     | 平成16年10月16日 大宮町に編入          | 常陸大宮市 |
| 那珂郡              | 国長村         |                             | 小瀬村          | 小瀬村         | 昭和31年9月29日 緒川村                     | 平成16年10月16日 大宮町に編入          | 常陸大宮市 |
| 那珂郡              |                | 小舟村                      | 八里村          | 八里村         | 昭和31年9月29日 緒川村                     | 平成16年10月16日 大宮町に編入          | 常陸大宮市 |
| 那珂郡              | 小瀬沢村       |                             | 八里村          | 八里村         | 昭和31年9月29日 緒川村                     | 平成16年10月16日 大宮町に編入          | 常陸大宮市 |
| 那珂郡              | 大岩村         |                             | 八里村          | 八里村         | 昭和31年9月29日 緒川村                     | 平成16年10月16日 大宮町に編入          | 常陸大宮市 |
| 那珂郡              | 油河内村       |                             | 八里村          | 八里村         | 昭和31年9月29日 緒川村                     | 平成16年10月16日 大宮町に編入          | 常陸大宮市 |
| 那珂郡              | 松之草村       |                             | 八里村          | 八里村         | 昭和31年9月29日 緒川村                     | 平成16年10月16日 大宮町に編入          | 常陸大宮市 |
| 那珂郡              | 吉丸村         |                             | 八里村          | 八里村         | 昭和31年9月29日 緒川村                     | 平成16年10月16日 大宮町に編入          | 常陸大宮市 |
| 那珂郡              | 入本郷村       |                             | 八里村          | 八里村         | 昭和31年9月29日 緒川村                     | 平成16年10月16日 大宮町に編入          | 常陸大宮市 |
| 那珂郡              | 千田村         |                             | 八里村          | 八里村         | 昭和31年9月29日 緒川村                     | 平成16年10月16日 大宮町に編入          | 常陸大宮市 |
| 那珂郡              |                | 長倉村                      | 長倉村          | 長倉村         | 昭和31年9月29日 御前山村                   | 平成16年10月16日 大宮町に編入          | 常陸大宮市 |
| 那珂郡              | 野田村         |                             | 長倉村          | 長倉村         | 昭和31年9月29日 御前山村                   | 平成16年10月16日 大宮町に編入          | 常陸大宮市 |
| 那珂郡              | 金井村         |                             | 長倉村          | 長倉村         | 昭和31年9月29日 御前山村                   | 平成16年10月16日 大宮町に編入          | 常陸大宮市 |
| 那珂郡              | 秋田村         |                             | 長倉村          | 長倉村         | 昭和31年9月29日 御前山村                   | 平成16年10月16日 大宮町に編入          | 常陸大宮市 |
| 那珂郡              | 中居村         |                             | 長倉村          | 長倉村         | 昭和31年9月29日 御前山村                   | 平成16年10月16日 大宮町に編入          | 常陸大宮市 |
| 那珂郡              |                | 野口村                      | 野口村          | 野口村         | 昭和30年2月11日 御前山村                   | 平成16年10月16日 大宮町に編入          | 常陸大宮市 |
| 那珂郡              | 野口平村       |                             | 野口村          | 野口村         | 昭和30年2月11日 御前山村                   | 平成16年10月16日 大宮町に編入          | 常陸大宮市 |
| 那珂郡              | 門井村         |                             | 野口村          | 野口村         | 昭和30年2月11日 御前山村                   | 平成16年10月16日 大宮町に編入          | 常陸大宮市 |
| 茨城郡 （東茨城郡） |                | 上伊勢畑村                  | 伊勢畑村        | 伊勢畑村       | 昭和30年2月11日 御前山村                   | 平成16年10月16日 大宮町に編入          | 常陸大宮市 |
| 茨城郡 （東茨城郡） | 下伊勢畑村     |                             | 伊勢畑村        | 伊勢畑村       | 昭和30年2月11日 御前山村                   | 平成16年10月16日 大宮町に編入          | 常陸大宮市 |
| 茨城郡 （東茨城郡） | 檜山村         |                             | 伊勢畑村        | 伊勢畑村       | 昭和30年2月11日 御前山村                   | 平成16年10月16日 大宮町に編入          | 常陸大宮市 |

## 人口
| |                                            |  |
| 常陸大宮市と全国の年齢別人口分布（2005年） | 常陸大宮市の年齢・男女別人口分布（2005年） |  |
| ■紫色 ― 常陸大宮市 ■緑色 ― 日本全国 | ■青色 ― 男性 ■赤色 ― 女性                  |  |
| 常陸大宮市（に相当する地域）の人口の推移 \| 1970年（昭和45年） \| 52,500人 \| \| \| 1975年（昭和50年） \| 50,635人 \| \| \| 1980年（昭和55年） \| 50,332人 \| \| \| 1985年（昭和60年） \| 50,226人 \| \| \| 1990年（平成2年） \| 49,670人 \| \| \| 1995年（平成7年） \| 49,561人 \| \| \| 2000年（平成12年） \| 48,964人 \| \| \| 2005年（平成17年） \| 47,808人 \| \| \| 2010年（平成22年） \| 45,178人 \| \| \| 2015年（平成27年） \| 42,587人 \| \| \| 2020年（令和2年） \| 39,267人 \| \| |                                            |  |
| 総務省統計局 国勢調査より |                                            |  |
| 1970年（昭和45年） | 52,500人                                   |  |
| 1975年（昭和50年） | 50,635人                                   |  |
| 1980年（昭和55年） | 50,332人                                   |  |
| 1985年（昭和60年） | 50,226人                                   |  |
| 1990年（平成2年） | 49,670人                                   |  |
| 1995年（平成7年） | 49,561人                                   |  |
| 2000年（平成12年） | 48,964人                                   |  |
| 2005年（平成17年） | 47,808人                                   |  |
| 2010年（平成22年） | 45,178人                                   |  |
| 2015年（平成27年） | 42,587人                                   |  |
| 2020年（令和2年） | 39,267人                                   |  |

## 行政・議会
- 市長：鈴木定幸（2020年4月23日就任、2期目）

| 代   | 氏名       | 就任日         | 退任日        | 備考       |
| ---- | ---------- | -------------- | ------------- | ---------- |
| 初代 | 矢数浩     | 2004年10月16日 | 2008年4月22日 | 旧大宮町長 |
| 2代  | 三次真一郎 | 2008年4月23日  | 2020年4月22日 | 旧山方町長 |
| 3代  | 鈴木定幸   | 2020年4月23日  | 現職          |            |

初代市長の矢数浩は1988年4月23日から2004年まで大宮町長を務めた。主な政策は以下のとおり。市内の交通環境の改善を図るため、2006年7月19日より無料の市民バスを運行した。市民の立場に立ったサービスを行うため、2008年10月1日、市役所に「すぐ対応課」を設置した。

### 市議会
定数18人(任期：2022年8月4日まで)

### 市内の行政機関・施設等
独立行政法人
- 国立研究開発法人農業・食品産業技術総合研究機構次世代作物開発研究センター放射線育種場

## 経済

### 産業
第一次産業が中心である。
比較的規模の大きな商業店舗は市の南東部の国道118号バイパス沿いに集中している。
- イオンPSRLO（ピサーロ）ショッピングセンター：イオン常陸大宮店を中心とした市内最大のショッピングセンター。
- 水戸北部中核工業団地
  - 主な工場：グリコマニュファクチャリングジャパン（株）、日立造船（株）、未来工業（株）
  - スーパーバード茨城衛星管制局：スカパーJSAT株式会社の保有する大型通信衛星「SUPERBIRD（スーパーバード）」の軌道制御、姿勢制御、通信回線監視などを行っている衛星管制局。山口県山口市にあるスーパーバード山口衛星管制局と同様の機器構成を持ち自然災害等により一方が機能を停止した場合でももう一方の施設で業務を遂行できる。

## 友好都市

### 日本国内
- 秋田県大館市：友好都市・防災協定（大館城城代・佐竹西家ゆかりの地の縁[11]）：防災協定2014年7月10日締結[12]・友好都市提携2015年10月21日[13][14]
- 宮城県蔵王町：友好都市協定（パラオ共和国の縁）：友好都市提携2021年2月5日[15]

## 教育
- 高等学校
  - 茨城県立常陸大宮高等学校（大宮、大宮工業、山方商業の県立各高等学校を統合）
  - 茨城県立小瀬高等学校

- 中学校
  - 常陸大宮市立大宮中学校
    - 常陸大宮市立第一中学校（平成26年3月をもって大宮中と統合）

  - 常陸大宮市立第二中学校
  - 常陸大宮市立山方中学校

- 常陸大宮市立明峰中学校（美和中、緒川中、御前山中を統合して開校。小瀬高と連携、中高一貫教育を実施）
  - 常陸大宮市立美和中学校（2015年（平成27年）3月閉校。小瀬高と連携）
  - 常陸大宮市立緒川中学校（2015年（平成27年）3月閉校。小瀬高と連携）
  - 常陸大宮市立御前山中学校（2019年（平成31年）3月閉校。小瀬高と連携）

- 小学校
  - 常陸大宮市立大宮小学校
    - 常陸大宮市立世喜小学校（平成25年3月をもって大宮小と統合）

  - 常陸大宮市立大宮西小学校
    - 常陸大宮市立大場小学校（平成25年3月をもって大宮西小と統合）

  - 常陸大宮市立村田小学校
  - 常陸大宮市立上野小学校
  - 常陸大宮市立大賀小学校
  - 常陸大宮市立大宮北小学校
    - 常陸大宮市立玉川小学校（平成22年3月をもって塩田小と統合）
    - 常陸大宮市立塩田小学校（平成22年3月をもって玉川小と統合）

- 常陸大宮市立山方小学校
- 常陸大宮市立山方南小学校
- 常陸大宮市立美和小学校
- 常陸大宮市立緒川小学校
- 常陸大宮市立御前山小学校

## 交通

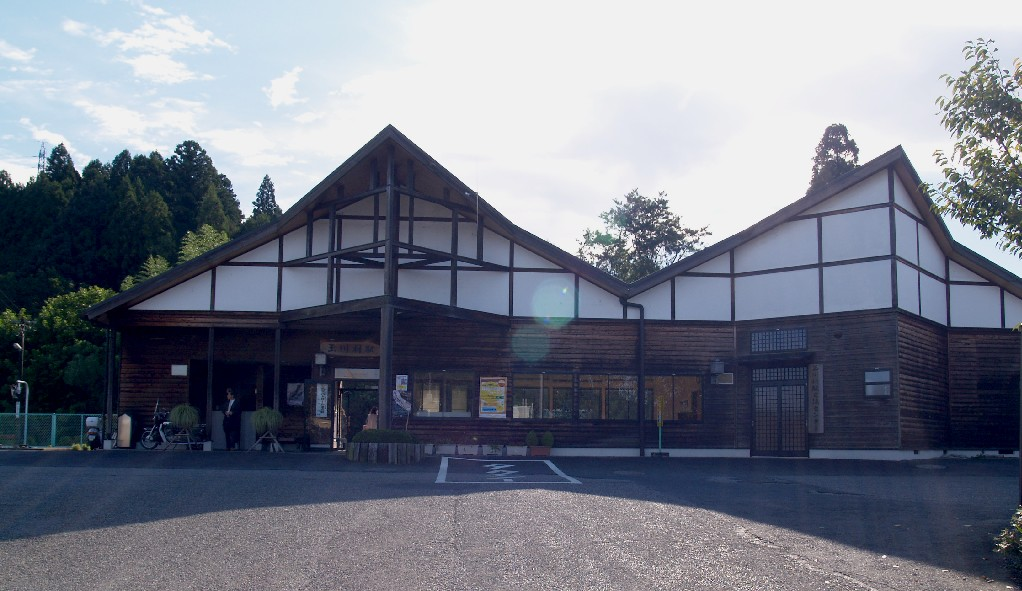
玉川村駅

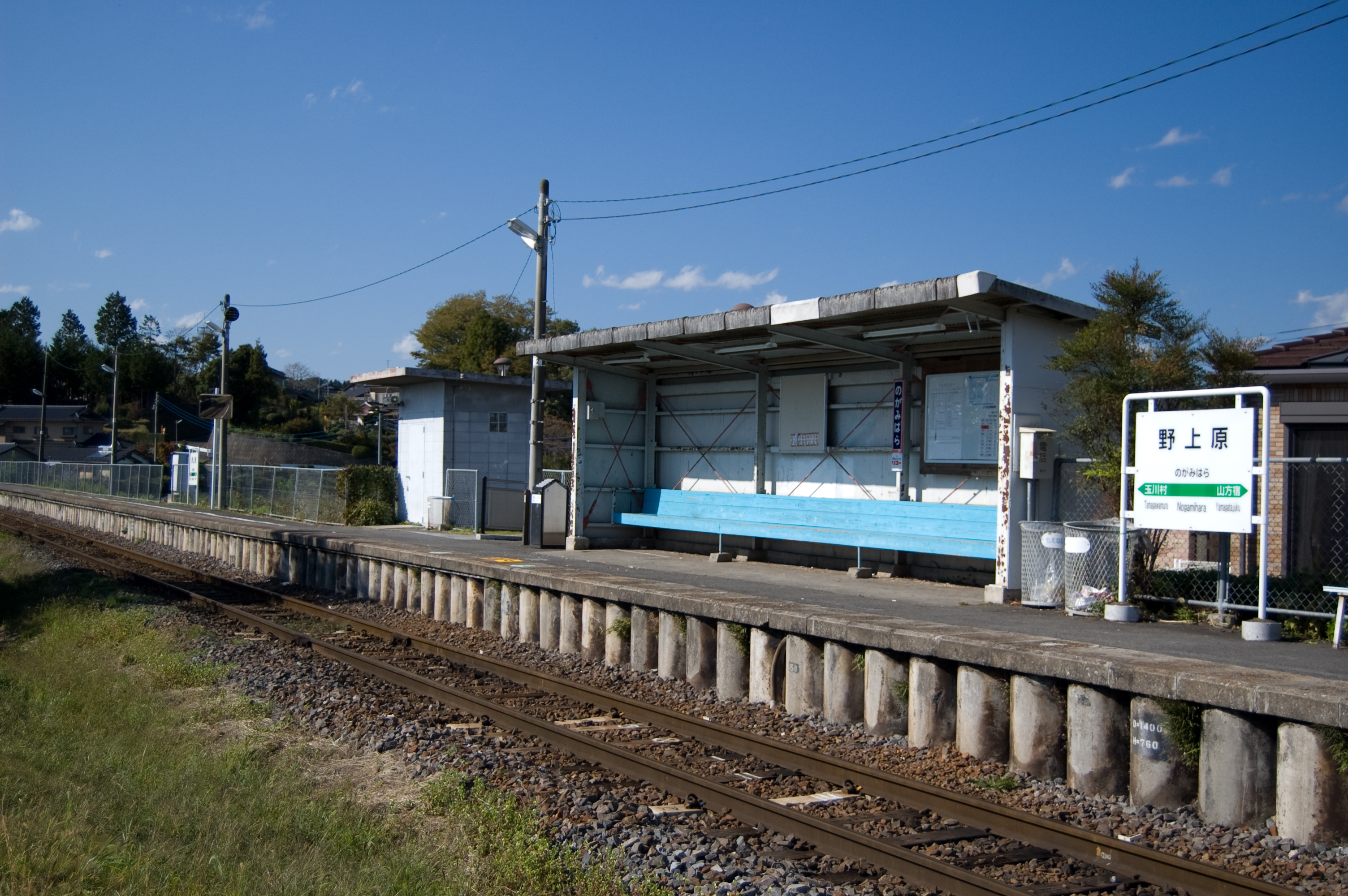
野上原駅

### 鉄道
- 東日本旅客鉄道
  - ■水郡線
    - 常陸大宮駅 - 玉川村駅 - 野上原駅 - 山方宿駅 - 中舟生駅 - 下小川駅
    - 南東部では那珂市北部に位置する静駅が最寄りとなる地域もある。

- 中心となる駅：常陸大宮駅

### 道路
- 一般国道
  - 国道118号
  - 国道123号
  - 国道293号
  - 国道400号（常陸大宮市内は全区間、国道118号、国道293号と重複。）
- 主要地方道
  - 茨城県道12号那須烏山御前山線
  - 茨城県道21号常陸大宮御前山線
  - 茨城県道29号常陸太田那須烏山線
  - 茨城県道32号大子美和線
  - 茨城県道36号日立山方線
  - 茨城県道39号笠間緒川線
  - 茨城県道61号日立笠間線
  - 茨城県道62号常陸那珂港山方線
- 一般県道
  - 茨城県道102号長沢水戸線
  - 茨城県道161号門井山方線
  - 茨城県道163号下檜沢上小瀬線
  - 茨城県道164号長倉小舟線
  - 茨城県道165号山方常陸大宮線
  - 茨城県道167号富岡玉造常陸太田線
  - 茨城県道168号静常陸大宮線
  - 茨城県道212号赤沢茂木線
  - 茨城県道234号小田野口中ノ坪線
  - 茨城県道249号山方水府線
  - 茨城県道287号山内上小瀬線
  - 茨城県道291号下伊勢畑増井線
  - 茨城県道318号小場常陸大宮停車場線
  - 茨城県道320号下小川停車場線
  - 茨城県道321号上檜沢下小川停車場線
  - 茨城県道322号諸沢西金停車場線
- 道の駅
  - 道の駅常陸大宮
  - 道の駅みわ
  - 道の駅さとみ

### 高速バス
- 茨城交通 - 新宿・東京 - 常陸大宮・大子線
  - 茨城交通大子営業所 - （中略） - 山方 - 常陸大宮市総合保健センター - 泉入口 - 富士見台団地前 - （中略） - 八潮PA（上りのみ停車） - 上野駅 - 東京駅八重洲南口（下りのみ停車） - バスタ新宿

### 一般路線バス
- 茨城交通（大宮営業所、浜田営業所）
- 那須烏山市営バス

### デマンド交通
- 予約制乗合タクシー「のるーと常陸大宮」

## 名所・旧跡・観光スポット・施設

### 名所・旧跡
- 常陸大宮三大絶景 -御前山地区で早朝に発生する雲海、美和地区で観る満天の星空、山方地区の籠岩付近の紅葉は、常陸大宮三大絶景と呼ばれている。[要出典]
- 星空の郷 -常陸大宮市の北部は、昔から満天の星を眺めることが出来る名所として知られており、特に花立自然公園の星空は関東で一番美しいとして全国から愛好家たちが天体観賞に訪れている他、海外メディアから「Stars of Hanadate 」として日本の美しい星空の一例として取り上げられたこともある[要出典]。同公園には天文台や野外ステージが設置されており、満天の星をバックにコンサートが開けることから、近年一部の音楽関係者やアーティストから注目されているスポットである。また、道の駅みわ「北斗星」やプラネタリウムや前出の衛星地球局が在るなど、天体や宇宙関連の施設が多いことから、「星空の郷」と呼ばれることがある。

- 金山遺跡 - 常陸大宮市を含む八溝山地には多くの金鉱脈が走っており、古くは平安時代から砂金の採集が行われてきた。この地域から産出された金は、遣唐使の渡航費用に充てられていたことが、続日本後紀に記されている。戦国時代には佐竹氏が、江戸時代には水戸徳川家が積極的に金山を開発し、全国的にも有数の産金量を誇っていた。常陸大宮市山方から久慈郡大子町にかけての久慈川沿いの山々には栃原金山を筆頭に多くの金山遺跡が残っており、久慈川やその支流では、現在も砂金を採集することが出来る。他の代表的な金山遺跡に久隆金山、熊久保金山、辺垂金山などがある。

大宮地域
- 辰ノ口親水公園 - 江戸時代に久慈川に作られた灌漑用の堰・辰ノ口堰の展望台がある。
- 宇留野公園 - 桜と梅の名所。

山方地域
- 御城展望台（山方城） - 佐竹氏の家臣、山方能登守の居城で後に佐竹東家の居城となった山方城本郭跡に建てられたを展望台。小さいながら本格的な天守が再現されており、内部を見学することが可能であることから、近年、戦国系のコスプレイヤーや歴女に人気のスポットとなっている。また，「日本一来城者数が少ない城」を自称している。

美和地域
- 鷲子山上神社（とりのこさんじょうじんじゃ） - 茨城県・栃木県の県境に跨る神社。茨城・栃木両県の指定文化財となっている。水戸光圀公が立ち寄り、休憩した部屋が残っている（要予約）。
- 三浦杉（吉田八幡神社内） - 樹齢850年以上、樹高58m、幹周囲10mの2本の杉。茨城県天然記念物。
- 尺丈山 - 511.5m

林道が整備されており、手軽に頂上付近まで行けることから、ハイキングに最適で近年家族連れの人気が高い。また、車で頂上までアクセスが可能なこと、電波が遠くまで伝達することからアマチュア無線の愛好家からは「聖地」と呼ばれており、常陸大宮市は知らなくても尺丈山は知っている無線愛好家も存在する。
緒川地域
- 三王山自然公園
- 百観音自然公園 - 小さな山全体に100体以上の観音像と洞穴が点在している公園。

山の中腹にある横穴には40体ほどの観音像が安置されており、一番奥には大日如来像が静座している。また、横穴の脇に「獅子穴」という水を貯えた洞窟がある他、山中には無数の洞穴がある。佐竹氏の金山跡であるとの伝承もあるが未だ未発掘の場所もあり、詳細はわかっていない。
- 松之草村小八兵衛とその妻の墓 - 小八兵衛は実在した盗賊で、徳川光圀と交流があったと言われ、テレビドラマ水戸黄門の登場人物である風車の弥七のモデルだという俗説が一部にあり、原形をとどめないほど改造が施された上で『風車の弥七の墓』として観光スポット化されている。

御前山地域
- 長倉宿 - 古い街道沿いの宿場町の風情が残る地域。毎年七夕祭りが開かれる。

### 観光スポット・施設
大宮地域
- 常陸大宮市文化センターロゼホール - 大ホールの天井に音響反射板を設置するなど、音にこだわった作りで演者からの評判も高いという。常陸大宮市立図書情報館（図書館）を併設。
- 西部総合公園 - 体育館・テニスコート・グランド・人工芝ゲレンデ（長さ100m、最大傾斜度20度、利用料無料）がある。
- 大宮運動公園・市民球場・市民プール
- 道の駅常陸大宮〜かわプラザ〜

久慈川沿いにある重点道の駅。川のほとりにある利点を最大限に活かした道の駅で、市名産の鮎の塩焼きを常時販売している他、川を眺めながら食事を出来るテラスがあり、またバーベキュー施設でバーベキューをすることも可能。2019年4月には入館者200万人を突破した。
山方地域
- 淡水魚館 - 淡水魚を集めた珍しい水族館。土日は水族館の入館者は無料でミニSLに乗ることが出来る。
- 三太の湯 - 入浴施設。アルカリ性単純温泉。三太とはこの地域で伝説となっている巨人のことである。
- 紙のさと和紙資料館 - 日本では幻の和紙とされ高値で取引されることもある西ノ内紙の資料館。
- 籠岩 - 名前の通り籠のような形をした奇岩のある山。

美和地域
- 花立自然公園 - 天文台「美スター」、アスレチック施設「スペースアスレランド」、バーベキュー施設、宿泊施設「ログキャビン」がある。
- ささの湯 - 入浴施設。
- 道の駅みわ - 星をテーマにした道の駅。レストラン北斗庵、ショップほくとせい、満てんトイレなどがある。満てんトイレの天井には星座が描かれており、世界的なスターであるビートルズやチャップリンのポスターが飾られている。

緒川地域
- 『SOJIRO オカリーナの森』：オカリナ奏者の宗次郎が、『緒川ふれあいの森』に作ったオカリナの聖地。オカリナを作る工房や窯、野外ステージなどの施設を有する[16]。
- かざぐるま - 農産品直売所・そば店。そばが美味しいことで有名。

御前山地域
- 御前山ダム
- 御前山青少年旅行村
- 四季彩館 - 入浴施設。ナトリウム、硫酸塩泉。

## 祭事・催事

### 祭事・催事
大宮地域
- 西塩子回り舞台（県指定文化財）- 3年に一度青竹組みの仮設劇場が造られ、現存する日本最古の組み立て式廻り舞台が設置され、浄瑠璃などが演じられる[17][18]。江戸時代から続いていたが一旦途絶え、1997年に復活した[17]。
- 祇園祭（甲神社境内他）「関東の三大裸祭り」の1つ。
- 辰ノ口さくらまつり（辰ノ口親水公園）期間中は久慈川堤防沿いの桜並木がライトアップされる他茨城県では珍しく春に花火が打ち上げられる。
- 久慈川灯ろう流し（富岡橋）
- 常陸大宮ふるさとB級グルメ選手権 - 年に1度開かれ、出場店舗の料理を食べた客が常陸大宮市で1番美味しいB級グルメを投票で決める、常陸大宮市で人気のあるイベントの1つ。
- ふるさと祭りおおみやふれあい広場：11月3日（西部総合公園多目的グラウンド）

山方地域
- あゆの里まつり（清流公園）
- 山方宿芋煮会（清流公園）

美和地域
- 美和ふるさと祭り（美和運動公園）
- 花立山星まつり（花立自然公園）

緒川地域
- やすらぎの里さくらまつり（やすらぎの里公園）
- 上小瀬祇園祭（立野神社境内）
- やすらぎの夏まつり（やすらぎの里公園）

御前山地域
- 長倉七夕まつり（長倉宿）
- 御前山納涼花火大会（那珂川大橋）
- ごぜんやままつり（御前山支所）

## 寺社
- 江畔寺 - 上小瀬。臨済宗円覚寺派。
- 照願寺 - 鷲子。親鸞聖人二十四輩。大谷派。
- 松吟寺、稲荷堂 - 下町。臨済宗東福寺派。
- 常弘寺 - 石沢。本願寺派。
- 鷲子山上神社 - 伍智院
- 甲神社（甲大宮） - 下町
  - 素鵞神社（牛頭天王）
- 西方寺 - 北町。浄土宗鎮西派。
- 泉正観音種生院 - 泉。真言宗智山派[19]。
- 誕生寺 - 上岩瀬。了誉上人生誕の地。浄土宗鎮西派[20]。
- 阿弥陀院 - 国長。真言宗豊山派。
- 立野神社（立野鹿島大明神）- 上小瀬字白幡。
- 高長寺 - 鷹巣。曹洞宗[21]。
- 乗蓮院 - 北町。真言宗豊山派。
- 日向神社 - 宇留野
- 法専寺 - 東野。大谷派。
- 蒼泉寺 - 長倉。
- 陰陽神社（陰陽石）- 山方

## 城郭
- 部垂城
- 宇留野城
- 山方城
- 野口城
- 川野辺城
- 野口平城
- 那賀城
- 東野城
- 小瀬城
- 高館城
- 下小瀬館
- 鷲子城
- 高部城
- 石沢館
- 西塩子館
- 北塩子館
- 越郷砦
- 竜ヶ谷城
- 梶内城
- 小貫城
- 小舟城
- 高井釣
- 長倉城
- 那須陣
- 伊勢畑要害
- 綱河館
- 川崎城
- 大岩城
- 油河内館
- 小場城
- 前小屋城
- 高ノ倉城
- 小田野館
- 檜沢城
- 長倉遊替城
- 大岩関沢館
- 盛金砦
- 国長八幡館
- 大岩古内城
- 野田城
- 照田羽黒館
- 石沢小屋場館
- 高渡館
- 中丸城
- 諸沢要害

## 著名な出身者
- 香川敬三（勤皇志士、近藤勇を捕縛した人物）
- 粕谷新五郎（壬生浪士）
- 小林正寿（気象予報士)
- 笹島律夫（実業家、めぶきフィナンシャルグループ社長、常陽銀行頭取）
- 白石美帆（タレント、女優）
- 雪村（室町時代後期の、水墨画家）
- 大所美弥（フリーアナウンサー）
- 高野守（前衆議院議員、民主党）
- 田口昌徳（元プロ野球選手）
- 中島藤右衛門（粉コンニャクの発明者）
- 生田目翼（プロ野球選手、北海道日本ハムファイターズ）
- NIKIIE（シンガーソングライター）
- 矢数道明（医学者）

## 備考

### 福島第一原子力発電所事故後の影響
当市は放射性プルームの通過を免れていた可能性が示唆されている。文部科学省による航空機モニタリングによって、常陸大宮市は、茨城県北西部に位置するにもかかわらず土壌のセシウム量が低いことが確認されており、また群馬大学教授早川由紀夫による2011年3月時の放射能汚染ルートの調査でも、同様である。これは、一説には、茨城県西部に局地的に発生した高気圧によるものといわれている。